# Soirée familiale
Pour les articles homonymes, voir FHE.
Dans l'Église de Jésus-Christ des saints des derniers jours, plusieurs traditions ayant pour but de renforcer la cellule familiale sont observées par les fidèles. Parmi ces traditions se trouve la Soirée familiale (en anglais, familiy home evening ou FHE) qui a lieu chaque lundi soir. 

## Historique
Le concepteur de la Soirée familiale fut John Taylor (1808-1887), successeur de Brigham Young (1801-1877) à la présidence de l'Église de Jésus-Christ des saints des derniers jours. Il recommanda aux membres de l'Église de réserver une soirée par semaine pour étudier l'Évangile et pour se distraire en famille. Il leur promit la paix et l'amour, la pureté et la joie qui rendraient leur vie de famille idéale s'ils appliquaient fidèlement le principe d'une soirée familiale. 
Cependant, ce n'est qu'en 1915 que la Soirée familiale sera officiellement instituée.
Dans sa lettre datée du 27 avril 1915, et envoyée aux dirigeants locaux de l'Église, Joseph F. Smith, président de l'Église de Jésus-Christ des Saints des Derniers Jours, recommanda aux saints des derniers jours de consacrer une soirée par semaine spécialement à la famille.
En 1970, le président Joseph Fielding Smith, fils de Joseph F. Smith, désigna le lundi soir comme moment à consacrer pour la Soirée familiale, et recommanda aux paroisses de l'Église de ne prévoir aucune réunion ou activité ce soir-là. Cette tradition se poursuit aujourd'hui.
Lors de la conférence générale d'octobre 2002, Gordon B. Hinckley, président de l'Église, demanda aux responsables des écoles publiques et aux autres personnes concernées de ne pas prévoir d'activités qui demandent du temps aux enfants le lundi soir.

## But de cette tradition
Plusieurs observateurs extérieurs à l'Église affirment que cette tradition a pour but de renforcer les liens familiaux.
Ainsi, le Centre de liaison et d'information concernant les minorités spirituelles (CLIMS) explique que cette tradition est prévue « pour promouvoir l'unité et l'amour dans la famille » et que « cette soirée est réservée pour être ensemble, pour dialoguer, chanter et s'amuser en famille ». De même, selon la BBC, la Soirée familiale a pour but notamment d'aider des parents à préparer leurs enfants à mener une vie responsable.
L'UNADFI explique que la soirée familiale, qui a lieu « un soir par semaine (le lundi soir de préférence), [est] consacrée à l'échange et à l'instruction [et est] destinée à renforcer l'importance de la famille menacée par les conceptions de vie que l'on rencontre dans le monde et à compenser l'éparpillement familial provoqué par les nombreux appels de chacun de ses membres ».

## Déroulement
Le plus souvent, celle-ci est tenue au foyer par chaque famille et réunit les parents et les enfants. 
D'une manière générale, la soirée se compose « de prières, hymnes et chansons, ainsi que des lectures des Saintes Écritures et (…) des discussions sur l'Évangile et sur l'éthique de la vie ».
Massimo Introvigne, spécialiste des nouveaux mouvements religieux, explique qu'au cours de la soirée familiale, « le père, la mère et les enfants passent environ une heure et demie à prier, à s'instruire et à discuter ensemble de leur vie au sein de l'Église. Pour ce faire, les mormons utilisent souvent de nos jours des manuels et des subsides de l'Église, y compris des jeux de type pédagogiques ».